# Mentor Zhubi
Mentor Zhubi, född 1 maj 1984, är en svensk före detta fotbollsspelare (mittfältare).
Zhubi kom till Örgryte IS A-lag 2003, där han var så bra så att ÖIS hejarklack Balders Hage sjöng "Vem är Zlatan, vi har Zhubi!". Säsongen 2004, då Jukka Ikäläinen tog över tränarjobbet efter Erik Hamrén, blev han dock placerad i frysboxen och satt på bänken i de flesta matcherna. Senare blev han utlånad till Västra Frölunda IF. Efter sejouren där gick han till isländska Leiknir Reykjavik. Under försäsongen 2007 kom Zhubi tillbaka till ÖIS igen.
Den 6 november 2008 meddelade Örgryte IS att Mentor Zhubi lämnar ÖIS.
2012 blev Mentor svensk mästare i futsal med FC Ibra. Av siten futsal.se blev han utsedd till årets futsalspelare i Sverige 2012.